# 44-es busz (Veszprém)
A veszprémi 44-es jelzésű éjszakai autóbusz Haszkovó forduló és Vámosi úti forduló közlekedett, a 4A jelzésű busz éjszakai párjaként. Az autóbuszok a vonalon igény esetén közlekedtek. A vonalat a V-Busz Veszprémi Közlekedési Kft. üzemeltette.

## Története
Az autóbuszvonalat 2018. december 31-én, szilveszterkor indította el Veszprém új közlekedési társasága, a V-Busz, amivel a városban is megindult az éjszakai és igényvezérelt közösségi közlekedés. 2019. február 18-ától az utolsó menet Veszprém vasútállomásig hosszabbítva közlekedett.
2019. december 15-étől nem közlekedik.

## Útvonala
| Vámosi úti forduló felé | Haszkovó forduló felé |
| --- | --- |
| Haszkovó forduló vá. – Haszkovó utca – Munkácsy Mihály utca – Jutasi út – Mindszenty József utca – Brusznyai Árpád utca – Megyeház tér – Komakút tér – Egyetem utca – Stadion utca – Wartha Vince utca – József Attila utca – Vámosi úti forduló vá. | Vámosi úti forduló vá. – József Attila utca – Wartha Vince utca – Stadion utca – Egyetem utca – Komakút tér – Iskola utca – Óvári Ferenc utca – Megyeház tér – Brusznyai Árpád utca – Mindszenty József utca – Jutasi út – Munkácsy Mihály utca – Haszkovó utca – Haszkovó forduló vá. (– Haszkovó utca – Jutasi út – Veszprém vasútállomás vá.) |

## Megállóhelyei
| A szürkével jelölt megállókat csak a Vámosi úti fordulóból 4.15-kor induló járat érintette. |                                  |    |          |
| ∫                                                                                           | Veszprém vasútállomás végállomás | 19 | Veszprém |
| ∫                                                                                           | Aulich Lajos utca                | 18 |          |
| ∫                                                                                           | Laktanya                         | 17 |          |
| 0                                                                                           | Haszkovó forduló végállomás      | 17 |          |
| 1                                                                                           | Haszkovó utca                    | 16 |          |
| 2                                                                                           | Munkácsy Mihály utca             | 14 |          |
| 3                                                                                           | Petőfi Sándor utca               | 13 |          |
| 5                                                                                           | Veszprém autóbusz-állomás        | 12 |          |
| 7                                                                                           | Hotel                            | 11 | 45       |
| 9                                                                                           | Megyeház tér                     | ∫  |          |
| ∫                                                                                           | Színház                          | 9  | 45       |
| 10                                                                                          | Komakút tér                      | 7  |          |
| 11                                                                                          | Hóvirág utca                     | 6  |          |
| 12                                                                                          | Egyetem utca                     | 5  |          |
| 13                                                                                          | Stadion utca 19.                 | 4  |          |
| 14                                                                                          | Stadion                          | 3  |          |
| 15                                                                                          | Szegfű utca                      | 2  |          |
| 16                                                                                          | József Attila utca               | 1  |          |
| 17                                                                                          | Vámosi úti forduló végállomás    | 0  |          |